# 米哈斯
米哈斯（西班牙語發音：[ˈmiχas]），是西班牙安达卢西亚自治区马拉加省的一个市镇。总面积149平方公里，总人口46232人（2001年），人口密度310人/平方公里。